# Anthocharis julia
Anthocharis julia är en fjärilsart som beskrevs av Edwards 1872. Anthocharis julia ingår i släktet Anthocharis och familjen vitfjärilar. Inga underarter finns listade i Catalogue of Life.